# Nuraghe Arrubiu
Le nuraghe Arrubiu est l'un des plus importants site de nuraghes de Sardaigne. Il est situé à Orroli, dans la province de Sardaigne du Sud. Son nom signifie « Nuraghe rouge » en sarde, ce qui provient des pierres de basalte couvertes de lichens dont il est construit. Il est inclus dans les 31 sites sardes candidats pour entrer dans la liste du patrimoine mondial de l'UNESCO,.

## Description
La structure a été construite au XVe siècle av. J.-C. La tour principale atteignait à l'origine une hauteur comprise entre 25 et 30 mètres, ce qui en faisait l'une des plus hautes structures de l'Âge du bronze en Europe. La structure principale, qui se compose de cinq tours, est protégée par deux parois secondaires, pour un total de 21 tours. La zone couverte par le complexe est d'environ 3 000 m2 .